# Adhir Kalyan
Adhir Kalyan (Durban, 4 de agosto de 1983) es un actor sudafricano conocido por su papel de Timmy en la Comedia de situación Rules of Engagement de la cadena CBS.

## Primeros años
Kalyan nació en Durban (Sudáfrica), en una familia sudafricana india. Su madre, Sandy Kaylan, es parlamentaria de la Asamblea Nacional de Sudáfrica, en representación del partido Alianza Democrática.
Kalyan completó sus estudios en Crawford College en Durban. Antes de trasladarse al extranjero, actuó en varias producciones en Sudáfrica, incluyendo adaptaciones teatrales de las novelas de Charles Dickens Oliver Twist y A Christmas Carol, una adaptación de la obra de Salman Rushdie El suelo bajo sus pies, y la clásica obra Macbeth de William Shakespeare.

## Carrera
En 2005, Kalyan se trasladó a Londres para dedicarse a su carrera como actor, donde interpretó a Arjmand Younis en la 8.ª temporada de la serie Holby City de la BBC, un papel secundario en Spooks, y el rol de Ramal Kirmani en la serie Fair City de la cadena irlandesa RTÉ One. También ha actuado en varias películas independientes.
Kalyan protagonizó la efímera serie estadounidense Aliens in America de CW, en la que interpreta a un estudiante de intercambio pakistaní que vive con una familia de Wisconsin. Actuó en la 5.ª temporada de la serie Nip/Tuck interpretando al doctor Raj Paresh y en la 3.ª temporada de Rules of Engagement, comedia de CBS, convirtiéndose en personaje habitual de la serie en su 4.ª temporada.
En 2009, Kalyan apareció en las películas Paul Blart: Mall Cop, donde encarna a Pahud, un adolescente obsesionado por su novia Parisa, y Up in the Air, en el papel de un empleado despedido, así como en la serie Fired Up. En 2010 apareció en Youth in Revolt, y en 2011 interpretó un papel secundario en No Strings Attached.

## Vida personal
Desde 2015 está comprometido con la actriz Emily Wilson de General Hospital.

## Filmografía
| Año       | Título                   | Carácter        | Papel            | Notas                                                                |
| --------- | ------------------------ | --------------- | ---------------- | -------------------------------------------------------------------- |
| 2006–2007 | "Fair City"              | TV series       | Ramal Kirmani    |                                                                      |
| 2007–2008 | "Aliens in America"      | TV series       | Raja             | papel protagonista                                                   |
| 2009      | "Paul Blart: Mall Cop"   |                 | Pahud            |                                                                      |
| 2009      | "Fired Up"               |                 |                  |                                                                      |
| 2009      | "Up in the Air"          |                 | Irate IT worker  |                                                                      |
| 2009      | "Nip/Tuck"               | TV series       | Raj Paresh       | 3 episodios                                                          |
| 2009      | "Youth in Revolt"        |                 | Vijay Joshi      |                                                                      |
| 2009–2013 | "Rules of Engagement"    | TV series       | Timmy            | Recurrente(Season 3)/reparto principal (Temporadas 4–7) 70 episodios |
| 2010      | "High School"            |                 | Sebastian Saleem |                                                                      |
| 2011      | "No Strings Attached"    |                 | Kevin            |                                                                      |
| 2015      | "Paul Blart: Mall Cop 2" |                 | Pahud            |                                                                      |
| 2016      | "Second Chance"          | TV series       | Otto Goodwin     | papel protagonista                                                   |
| 2020      | A Nice Girl Like You     |                 | Paul Goodwin     |                                                                      |
| 2020      | Chemical Hearts          |                 | Kem Sharma       |                                                                      |
| 2020      | Los Goldberg             | TV Series       | Dodd Wembley     |                                                                      |
| 2021-2022 | United States of Al      | TV series       | Al               | papel protagonista                                                   |
| 2022      | Bob Hearts Abishola      | TV Series       | Jared            | 1 episodio                                                           |
| 2023      | Una pequeña mentira      |                 | Victor Bennet    |                                                                      |
| 2023      | Casi muertos             | TV Series       | Keith            | 1 episodio                                                           |
| 2023      | She Creates Change       | Miniserie de TV | padre de Dewmini |                                                                      |